# Peder Furubotn
Peter Furubotn (29 août 1890 - 28 novembre 1975) est un politicien norvégien. 
Il est un des fondateurs du parti communiste norvégien. Il en a été président de 1925 à 1930 puis vice-président après la guerre de 1946. 
Il étudie à l’Université communiste des minorités nationales de l'Ouest à Moscou.
Il fut également membre de la résistance durant la Seconde Guerre mondiale.